# Cordyceps militaris
Cordyceps militaris (L.) Fr., 1818 è un fungo appartenente alla famiglia delle Cordycipitaceae.

## Descrizione
Piccolo ed esile fungo (0,3-1 cm) dalla forma clavata o pedicellata di colore rosso aranciato. Le sue ife si sviluppano nel corpo di larve e di pupe morte di lepidotteri che in breve tempo vengono completamente svuotate e ridotte al suo esoscheletro chitinoso. 

## Conseguenze su animali
Il micelio può infettare insetti vivi.

## Habitat
Poco frequente, questo fungo si rinviene nei boschi, nei prati e nei giardini, nel periodo estivo e autunnale.

## Commestibilità
Non presenta alcun interesse alimentare. Non è commestibile.